# Pseudopentameris macrantha
Pseudopentameris macrantha là một loài thực vật có hoa trong họ Hòa thảo. Loài này được (Schrad.) Conert miêu tả khoa học đầu tiên năm 1971.